# Alsted Sogn (Sorø Kommune)
Alsted Sogn 
ist eine Kirchspielsgemeinde (dän.: Sogn)
auf der Insel Sjælland im südlichen Dänemark.
Bis 1970 gehörte sie zur Harde Alsted Herred im damaligen Sorø Amt, danach zur Sorø Kommune im Vestsjællands Amt, die im Zuge der  Kommunalreform zum 1. Januar 2007 in der „neuen“ Sorø Kommune in der Region Sjælland aufgegangen ist.
Im Kirchspiel leben 477 Einwohner (Stand: 1. Januar 2023).

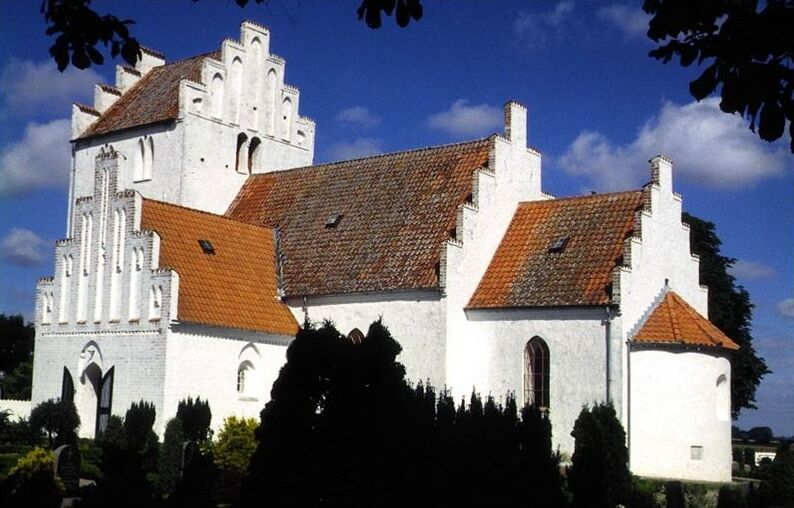
Nordenskirker Alsted

Im Kirchspiel liegt die Kirche „Alsted Kirke“.
Nachbargemeinden sind im Südwesten Vester Broby Sogn, im Nordwesten Slaglille Sogn und im Norden Fjenneslev Sogn, ferner in der östlich benachbarten Ringsted Kommune Sigersted Sogn und in der südlich benachbarten Næstved Kommune Vrangstrup Sogn, Tyvelse Sogn und Næsby Sogn.